# Superliga Española de Hockey Hielo 1978/1979
Sezóna 1978/1979 byla 7. sezonou Španělské ligy ledního hokeje. Vítězem se stal Casco Viejo Bilbao a CHH Txuri-Urdin vyhrál Španělský pohár. 

## Týmy
- FC Barcelona
- Casco Viejo Bilbao
- CH Jaca
- CHH Txuri-Urdin
- Zubialde Bilbao

## Konečná tabulka
| Poř | Tým                | Záp | Body |
| --- | ------------------ | --- | ---- |
| 1   | Casco Viejo Bilbao | 16  | 28   |
| 2   | CHH Txuri-Urdin    | 16  | 27   |
| 3   | FC Barcelona       | 16  | 17   |
| 4   | CH Jaca            | 16  | 8    |
| 5   | Zubialde Bilbao    | 16  | 0    |

## Copa del Rey
Finále Vitoria
CHH Txuri-Urdin - FC Barcelona 5:2